# Janusz Grodzicki
Janusz Grodzicki (ur. 26 czerwca 1914 w Winnicy, zm. 16 lipca 2003 w Gdyni) – polski oficer marynarki handlowej, ekonomista, żeglarz, uczestnik kampanii wrześniowej i bitwy o Atlantyk, kawaler Orderu Virtuti Militari. Autor książki wspomnieniowej Pod szczęśliwą gwiazdą.

## Życiorys
Janusz Grodzicki ukończył humanistyczne Gimnazjum im. Króla Zygmunta Augusta w Wilnie. Był członkiem Błękitnej Jedynki, żeglarskiej drużyny harcerskiej. W 1931 roku rozpoczął studia na Wydziale Nawigacyjnym Państwowej Szkoły Morskiej w Gdyni i odbył rejs kandydacki do Ameryki Południowej na „Darze Pomorza”. Rok później zrezygnował i kontynuował naukę w Szkole Głównej Handlowej w Warszawie, gdzie w 1936 roku uzyskał dyplom magistra ekonomii i rozpoczął studia doktoranckie. W tym czasie uczestniczył w rejsach Zawiszy Czarnego, pełniąc między innymi funkcję zastępcy generała Mariusza Zaruskiego. W latach 1936–1937 odbył służbę wojskową w Szkole Podchorążych Rezerwy Artylerii we Włodzimierzu Wołyńskim. Przed wybuchem II wojny światowej ukończył jeszcze w trybie eksternistycznym studia w Państwowej Szkole Morskiej.
Zmobilizowany w sierpniu 1939 roku, w wojnie obronnej służył w 30. Poleskim pułku artylerii lekkiej w składzie 30. Poleskiej Dywizji Piechoty w Armii „Łódź”. Walczył nad Wartą i w obronie Modlina, został ranny. Za wojenne zasługi awansował do stopnia podporucznika i został odznaczony Krzyżem Srebrnym Orderu Virtuti Militari oraz Krzyżem Walecznych. Wzięty do niewoli niemieckiej i zwolniony pod koniec października 1939 roku, pod fałszywym nazwiskiem i dzięki wizie japońskiej uzyskanej od konsula Chiune Sugihary, przejechał Koleją Transsyberyjską do Władywostoku, stamtąd przez Japonię i Ocean Spokojny do Kanady, a następnie przez Ocean Atlantycki do Wielkiej Brytanii. Od 1941 roku pełnił służbę jako oficer na polskich statkach handlowych („Wilno”, „Wisła”, „Chorzów”, „Poznań”) pływających w alianckich konwojach.
Po zakończeniu wojny pozostał na emigracji. Był między innymi kapitanem żeglugi wielkiej amerykańskiej marynarki handlowej, pracował w kierownictwie amerykańskich i szwedzkich przedsiębiorstw branży transportu morskiego, był członkiem Instytutu Maklerów Okrętowych w Londynie i Society of Maritime Arbitrators w Nowym Jorku, tłumaczem podręczników morskich na język polski. Na emeryturę przeszedł w 1985 roku. Od lat 90. powracał do Polski. Swoje wspomnienia zawarł w książce Pod szczęśliwą gwiazdą. Zginął tragicznie w wypadku samochodowym na gdyńskiej ulicy 10 Lutego. Jego prochy zostały rozsypane na Bałtyku.